# Хуан де Борха и Кастро
Хуан де Борха и Кастро (на испански: Juan de Borja y Castro; * 1533, Белпуч, Лерида, Испания; † 3 септември 1606, Ескориал, Испания), е испански благородник, войник, дипломат и държавник. Той е 1-ви граф на Маялде и чрез брак граф на Фикальо, Португалия.

## Произход
Той е трети син на Свети Франсиско де Борха и Арагон (* 1510 † 1572), 4-ти херцог на Гандия и вицекрал на Каталония, и на Леонор де Кастро Мело и Менесес, придворна дама на кралица Исабела Португалска. Има четирима братя и три сестри:
- Карлос (* 1530, † 1592), 5-ти херцог на Гандия, съпруг на Мадалена де Сентелес и Кардона
- Исабела (*1532, † 1558), съпруга на Франческо Гомес де Сандонал и Рохас, граф на Лерма
- Алвар (* 1534, † 1594), съпруг на племенницата си Елвира де Енрикес и Борха
- Хуана (* 1536), съпруга на Джовани де Енрикес и Алманса и Рохас, маркиз на Алканисес
- Фернандо (* 1537), съпруг на Виоланте де Армендия
- Доротея де Борха и Кастро (* 1538,† 1552), монахиня кларисинка
- Алфонсо де Борха и Кастро (* 1539), съпруг на Елеонора де Норона

## Биография

### Ранни години
Той е роден през 1533 г. в Белпуч по случайност, защото баща му помага в двора на Монсон като главен конник на Карл I. Между 1539 и 1543 г. живее със семейството си в Барселона, когато баща му служи като вицекрал на Каталония, а по-късно в Гандия, когато баща му е обявен за херцог.
Образован при йезуитите, той учи в университета в Гандия. През 1548 г. е приет в ордена на Сантяго. След като майка му умира през 1546 г., между 1550 – 1551 г. той придружава баща си в Рим, където влиза в Йезуитския орден. С него той се връща в Оняте, откъдето отива в университета в Алкала де Енарес. През 1552 г. той се завръща в Гандия и се жени за Лоренца де Оназ и Лойола, племенница на Игнатий Лойола, която умира на 13 септември 1575 г. в Лерена и от която има четири дъщери.

### Военен и дипломат
След като постъпва на служба при Филип II като попечител на принц Карл, той отива като войник в Гипускоа, където под командването на вицекраля на Навара Веспасиано Гонзага, участва в отбраната на провинцията срещу атаката на французите по време на Италианската война.
Дипломатическата му кариера започва през 1569 г., когато е изпратен в Португалия да замести посланика Фернандо Карийо де Мендоса, за да посредничи при сватбата на крал Себастиан с Маргьорит дьо Валоа (която не се състои) и да се опитва да разубеди португалския крал да предприеме своята планирана експедиция до Африка, която най-накрая се провежда през 1578 г. с катастрофални резултати.
След като овдовява, той се жени за Франсиска де Арагон Барето на следващата година, от която има няколко деца.
През 1576 г. Хуан отива в Прага като испански посланик при император Рудолф II от Свещената Римска империя, на който пост остава до 1581 г. На тази дата той публикува единственото си известно литературно произведение „Empresas Morales“ – първият трактат, написан от испанец върху емблемата.

### В испанския двор
След завръщането си в Испания той е назначен за майордом на Мария Испанска – позиция, която ще поддържа до нейната смърт през 1603 г. Като признание за заслугите му през 1596 г. Филип II му дава титлата на граф на Маялде. Още по време на управлението на Филип III, връзката му с херцога на Лерма, който е негов племенник, му печели титлата граф на Фикальо, президент на съвета на Португалия, държавен съветник и главен иконом на кралица Маргарет Хабсбург-Австрийска.
Умира на 3 септември 1606 г. на 73-годишна възраст в резултат на злополука, настъпила, когато кошът за отпадъци, в който е носен, поради увреждане от подагра, пада по стълбите на манастира Ел Ескориал. Първоначално тялото му е погребано в Имперския колеж в Мадрид до 1613 г., когато е прехвърлено в църквата „Сан Роке“ в Лисабон.

## Брак и потомство
Жени се два пъти:
∞ 1. 1552 в Гандия за Лоренца де Оняз и Лойола († 1575), племенница на Игнатий Лойола, от която има четири дъщери:
- Елеонора де Борха и Оняз, ∞ за Педро де Борха
- Мадалена де Борха и Оняз, ∞ за Джон Урбан
- Франсиска де Борха и Оняз, монахиня
- Хуана де Борха и Оняз, монахиня

∞ 2. за Франсиска де Арагон Барето, от която има пет сина:
- Франсиско де Борха и Арагон (* 1581, † 26 септември 1658), княз на Скуилаче, вицекрал на Перу (1615 – 1621)
- Антонио де Борха и Арагон, църковно лице
- Родриго де Борха и Арагон († като малък)
- Карлос де Борха и Арагон, ∞ за херцогинята на Вилархермоса
- Фернандо де Борха и Арагон (* 1583, Лисабон, † 28 ноември 1665, Мадрид), 3-ти граф на Маялде, княз на Скуилаче, вицекрал на Валенсия и Арагон